# Großer Branicki-Palast (Nowy Świat)
Der Branicki-Palast (auch Großer Branicki-Palast genannt; polnisch: Pałac Branickich bzw. Pałac Branickich Większy) in der Nowy Świat 69 in Warschaus Innenstadtdistrikt existiert nicht mehr. Er beherbergte bis zu seiner Zerstörung im Zweiten Weltkrieg das polnische Innenministerium (polnisch: Ministerstwo Spraw Wewnętrznych).

## Geschichte
Ein gemauertes Gebäude – vermutlich ein ländliches Herrenhaus – gab es auf dem Grundstück an der Nowy Świat bereits in der ersten Hälfte des 17. Jahrhunderts. Dieses Anwesen stand nicht direkt an der Straße, sondern war rund 50 Meter zurückgesetzt; heute befindet sich hier der ostwärtige Flügel des polnischen Finanzministeriums. Anne de la Grande d’Arquien, die Frau des Kanzlers der Großkrone Jan Wielopolski, ließ etwa in den 1680er Jahren an dessen Stelle einen Palast errichten.
Der mit einem Ehrenhof versehene Besitz war in Folge in den Händen verschiedener Familien. In der ersten Hälfte des 18. Jahrhunderts gehörte die Residenz zum Besitz des Hetmans Jan Klemens Branicki und später des Hetmans der Großkrone, Franciszek Ksawery Branicki. Die Magnatenfamilie Branicki ließ in der Mitte des Jahrhunderts mehrfach Um- und Erweiterungsbauten durchführen, bei denen 1744 an der Südseite auch der Kleine Branicki-Palast errichtet wurde. Ab dann wurde der ursprüngliche Palast als „Großer Palast“ (polnisch Pałac Branickich Większy) bezeichnet.
Von 1773 bis 1780 wurde der Palast erneut umgebaut, unter Simon Gottlieb Zug erhielt er eine frühklassizistische Fassade sowie einen repräsentativen großen Ballsaal. Bis zu seinem Tode im Jahr 1826 lebte Stanisław Staszic im Palast.
1838 wurde Andrzej Artur Zamoyski Besitzer des Anwesens. Auf seine Initiative hin wurde die Fassade des Palastes in den Jahren 1843 bis 1846 nach einem Entwurf von Henryk Marconi im Stil der Neuromanik umgestaltet. Zeitgleich ließ Zamoyski auf dem noch unbebauten Ostteil des Grundstückes – entlang der Nowy Świat – ein prächtiges Miets- und Bürohaus (mit Lager- und Ladenflächen im Erdgeschoss) errichten, das wegen seiner Dimension als Zamoyski-Palast bezeichnet wurde. Die Teile des vormaligen Großen Palastes wurden nunmehr als Hinterhof- und Nebengebäude genutzt.
In der Zwischenkriegszeit waren im Palast und im Zamoyski-Gebäude Abteilungen des polnischen Innenministeriums untergebracht. Während des Zweiten Weltkriegs wurden beide Gebäude zerstört; im Gegensatz zum Zamoyski-Haus wurde der Branicki-Palast jedoch nicht wiederaufgebaut.